# Aggada
Aggada (aramäisch אגדה; deutsch „Verkündung“, „Erzählung“, „Sage“, eigentlich: „Ansammlung“) bezeichnet im Unterschied zur Halacha die nichtgesetzlichen Inhalte der antiken rabbinischen Literatur, die – meistens im Anschluss an biblische Texte und Stoffe – das religiöse Denken widerspiegeln und illustrieren, jedoch nicht als verbindliche Lehre gewertet werden. Die meisten Elemente der Aggada sind über 2000 Jahre alt. 

## Aggada und Halacha
Halacha (Gesetz) und Aggada (Erzählung, Sage) sind zwei typische Begriffe der talmudisch/rabbinischen Lehren. Es sind die beiden wichtigsten Grundbegriffe der jüdischen Tradition. Die Halacha arbeitet mit Logik und talmudischer Dialektik, um ihre gesetzestechnischen Aufgaben zu lösen, und begründet das partikularistische Gemeinschaftsbewusstsein des Judentums in allen Lebensbereichen von der religiösen Rechtsprechung bis zur rituellen Speisevorschrift. Sie verkörpert über die Auslegung der Gesetze die „Wahrheit“ und die Normen einer religiösen Gemeinschaft. Die Aggada hingegen entspricht der universalistischen Tendenz im Judentum und dem allgemeinen Bedürfnis des Menschen, jede normative, gesetzliche oder rationale Ordnung mit einer einschlägigen Erzählung ihres Sinns begleiten zu können. Da es sich um religiöse Gesetze und nicht um weltliche Rechtsprechung handelt, ist die Aggada oftmals eine Erzählung über die Gerechtigkeit. Sie legitimiert, erklärt, begründet und überliefert den Glauben an die Gerechtigkeit. Aggadot findet man neben dem Talmud vor allem in den Midraschim.
Umfasst die Halacha die aus dem Schriftwort des Pentateuch sich herleitenden Gesetzesvorschriften, die in den talmudischen Texten weiter ausgeführt werden, lehnt sich die Aggada freier an die Stoffe von Tora und Talmud an. Sie ist Teil der Mündlichen Tora (תורה שבעל פה) und erklärt diese durch Sagen, Legenden, Gleichnisse, Glossen sowie durch ethische und historische Bemerkungen und versucht, jüdisches Wissen und Erfahrung nicht nur über Norm und Gesetz, sondern über Erzählung an den Menschen zu binden. Philosophisch oder literarisch gesprochen ist die Halacha die „Wahrheit“ oder der gesetzliche Inhalt einer solchen, die Aggada hingegen ist der Erfahrungskanal, in dem Wissen an den Menschen über Erzählung und Sprache gebunden werden soll. Damit ist die Aggada kein überflüssiges, bloß unterhaltendes Beiwerk im Auslegungsprozess der Gesetze, sondern garantiert mindestens ebenso wie die rationale und logische Ordnung der Halacha und das offenbarte Gesetz die Tradierbarkeit geschichtlicher Erfahrungen und Erinnerungen. 
„Der Begriff der Aggada“, so schrieb 1853 Zacharias Frankel, „ist ein sachlicher, ein ganzes Literaturgebiet umfassender, der, man möchte sagen mehr fühl- als erkennbar ist.“ Er ist neben seiner Definition als Sage, Legende, öffentlicher Vortrag auch eine „religiöse und moralische Erklärung der heil. Schrift und deren Anwendung auf das Leben. ]…[ in ihrem Entstehen entsprach sie unstrittig dem etymologischen Begriffe ,Sage‘ und in einem indefiniten Sinne dem ,Sagen‘, und gab sich bloß als einfacher Ausdruck eines in Religion und Sittlichkeit gegründeten Gedankens ohne auf Geltung und Normierung Anspruch zu machen.“ 
Leopold Zunz beschreibt die Aggada als „das Product der freien Einsicht des Einzelnen, während die Halacha der strengen Autorität der Behörde, der Schulen und Gesetzeslehrer emaniert.“ Die Aggada ist hingegen etwas, was als „Sprichwörter in das Volk überging.“ 
Aggada (oder Haggada) ist nicht zu verwechseln mit der besonderen Haggada schel Pessach, die häufig verkürzt einfach Haggada genannt wurde und wird. Bei der Pessach-Haggada handelt es sich auch um Aggada (oder Haggada), aber eben nur um eine besondere aus dem Bestand traditioneller jüdischer Erzählungen. Die Pessach-Haggada erzählt vom Auszug aus Ägypten und ist als solche Hauptbestandteil des Sederabends.